# Oldřišská
Oldřišská, bis 1952 Oldřichov (deutsch Ullersgrün) ist eine Ansiedlung im Ortsteil Božetín der Gemeinde Nový Kostel in Tschechien. 

## Geographische Lage
Sie liegt einen Kilometer nördlich von Nový Kostel im Tal des Opatovský potok.

## Geschichte
Oldřišská wurde wie viele  Orte des Schönbacher Ländchens, die 1348 Rüdiger von Sparneck erwarb, vom Kloster Waldsassen gegründet.
Ullersgrün bildete seit 1850 einen Ortsteil von Fasattengrün. Der tschechische Name Oldřichov wurde 1924 eingeführt und 1952 in Oldřišská geändert.
Zusammen mit Božetín wurde das Dorf 1960 nach Nový Kostel eingemeindet, seit mindestens 1980 hat es keine ständigen Bewohner mehr.

### Einwohnerentwicklung
| Jahr | Einwohnerzahl |
| ---- | ------------- |
| 1869 | 214           |
| 1880 | 194           |
| 1890 | 210           |
| 1900 | 193           |

| Jahr | Einwohnerzahl |
| ---- | ------------- |
| 1910 | 166           |
| 1921 | 172           |
| 1930 | 174           |
| 1950 | 50            |

| Jahr | Einwohnerzahl |
| ---- | ------------- |
| 1961 | 44            |
| 1970 | 14            |
| 1980 | 0             |